# Vladislav Klembovski
Vladislav Napoleonovitch Klembovsky (en russe : Клембовский, Владислав Наполеонович), né le 10 juillet 1860 et mort le 19 juillet 1921 , est un général russe qui combattit durant la Première Guerre mondiale puis rejoignit les Armées blanches.

## Biographie
Il fait partie de la noblesse de la province de Moscou. Son frère, Arthur, est major-général. Son fils George est lieutenant-colonel. De 1877 à 1879 il étudie au Corps des cadets Nicolas. En 1885 il est diplômé de l'académie militaire Nikolaev. Du 15 février 1886 au 4 août 1890 il est adjudant-chef de la 1re division d'infanterie. Du 4 août 1890 à 1894 il est professeur de l'école militaire de Tver.
Le 30 juin 1901 il commande le 122e régiment d'infanterie de Tambov, il participe à la Guerre russo-japonaise. En 1904 il est nommé Major-général. Du 29 juin 1912 au 13 octobre 1914 il commande la 9e division d'infanterie du Xe Corps d'armée juste avant la Première Guerre mondiale. Le 19 août 1914 il commande le XVIe corps d'armée (en). Le 17 septembre 1915 il est promu général de l'infanterie. Le 13 décembre 1915 il devient le chef d'état-major du Front sud-ouest. En décembre 1915 il Commande la cinquième Armée et en janvier 1916 il se retire pour cause de maladie. En juin 1916 il devient chef d'état-major du Front sud-ouest et en octobre 1916 il commande la 11e armée russe. Le 20 décembre 1916 il devient chef d'état-major général. Du 11 mars 1917 au 5 avril 1917 il devient chef d'état-major. Le 31 mai 1917 il devient chef des armées du Front Nord (en).
Le 9 septembre 1917 il est retiré du commandement du front et passe au conseil de guerre. En juillet 1918 il reste en prison dirigée par la République socialiste fédérative soviétique de Russie. En août il est libéré et en octobre 1918 il devient enseignant.
En 1920, il est arrêté pour avoir aidé des Polonais, il meurt dans la prison de la Boutyrka après une grève de la faim de 14 jours.